# Bảo tàng Lachów Sądeckich
Bảo tàng Lachów Sądeckich Zofia và Stanisław Chrząstowski (tiếng Ba Lan: Muzeum Lachów Sądeckich im. Zofii i Stanisława Chrząstowskich) là một bảo tàng nằm trong tòa nhà của Trung tâm Văn hóa Thị trấn, tọa lạc tại số 248 Podegrodzie, huyện Nowosądecki, tỉnh Małopolskie, Ba Lan. Bảo tàng là một chi nhánh của Bảo tàng Huyện ở Nowy Sącz và được thành lập từ bộ sưu tập tư nhân.

## Lược sử hình thành

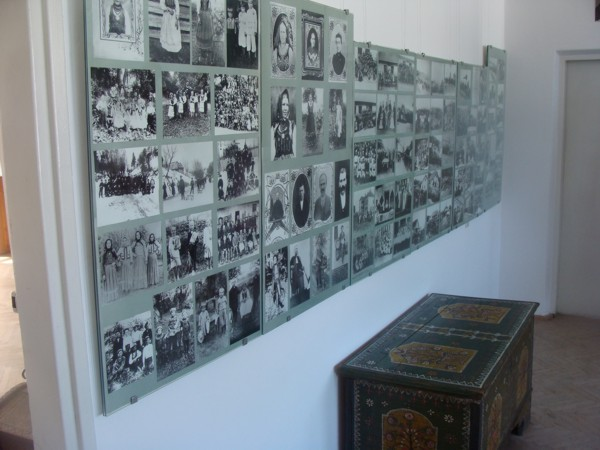

Bộ sưu tập dân tộc học của Bảo tàng bắt nguồn từ thập niên 1930 với việc thu thập các trang phục và đồ thêu ở Podegrodzkie. Sau Chiến tranh thế giới thứ hai, Bảo tàng tiếp tục thu thập các vật dụng hàng ngày, đồ dùng của các hộ gia đình, công cụ, nghệ thuật dân gian và nghi lễ của vùng.
Lúc đầu, bộ sưu tập được trưng bày trong ngôi nhà cũ của Stanisław Migacz ở Podegrodzie. Sau khi ngôi nhà này bị tháo dỡ, bộ sưu tập được chuyển đến gác mái ngôi nhà của Zofia và Stanisław Chrząstowski.
Năm 1975, bộ sưu tập được chuyển đến Trung tâm Cộng đồng mới được xây dựng ở Podegrodzie.
Năm 1981, các bộ sưu tập được trưng bày tại Trung tâm Văn hóa ở Podegrodzie được gia đình Chrząstowski tặng cho Bảo tàng Huyện ở Nowy Sącz, với điều kiện bộ sưu tập này sẽ vẫn ở Podegrodzie.
Năm 1991, Bảo tàng được đặt theo tên của Zofia và Stanisław Chrząstowski.